# Воллі Снелл
Волтер Генрі Снелл (англ. Walter Henry Snell; народився 19 травня 1889, Вест-Бриджвотер, помер 23 липня 1980, Провіденс) — американський міколог і спортсмен.

## Біографія
Він народився у Вест-Бриджвотері, штат Массачусетс. Навчаючись у середній школі у Броктоні, він грав у футбол, баскетбол і американський футбол . У 1907 році він вступив до Академії Філіпса, пізніше до Університету Брауна. Протягом чотирьох років навчання він грав в американський футбол, а в сезоні 1913 р. він грав як ловець у найважливішій американській лізі Вищої бейсбольної ліги за команду «Бостон Ред Сокс» . Потім він грав за Філадельфію Атлетикс та інші команди нижчої ліги.
Після короткої спортивної кар'єри розпочав наукову діяльність. Отримавши ступінь магістра в Університеті Брауна в 1916 році, він розпочав докторантуру в університеті Вісконсина у Медісоні. Він здобув докторський ступінь і продовжив кар'єру на прсаді професора коледжу в Університеті Брауна протягом 39 років. Він також був спортивним тренером з бейсболу та футболу .

## Наукова кар'єра
Снелл написав багато професійних статей про гриби, опублікованих в основному в наукових журналах Mycologia і Lloydia. Його дослідження охоплювали такі різноманітні галузі, як хвороби лісових дерев, гниття будівельної деревини, ефективність креозотів на гриби, що руйнують деревину, мікологічні назви та систематику боровиків (Boletus) та інших грибів.
Він описав нові види грибів. У створених ним наукових назвах таксонів додається його прізвище Snell.